# Веліханова Сара Ібрагім кизи
Сара Ібрагім кизи Веліханова (1924, тепер Азербайджан — ?) — азербайджанська діячка, старший інженер цеху, начальник установки нафтопереробного заводу імені Вано Стуруа. Депутат Верховної ради СРСР 3-го скликання.

## Життєпис
Народилася в родині поштаря. Закінчила середню школу.
У 1944 році закінчила Азербайджанський індустріальний інститут, здобула спеціальність інженера-технолога із переробки нафти.
З 1944 року — помічник оператора, бригадир нафтопереробної установки, старший інженер цеху, начальник установки нафтопереробного заводу імені Вано Стуруа Азербайджанської РСР. Раціоналізатор виробництва.
Подальша доля невідома.